# Tagoropsis hanningtonii
Tagoropsis hanningtonii är en fjärilsart som beskrevs av Butler 1883. Tagoropsis hanningtonii ingår i släktet Tagoropsis och familjen påfågelsspinnare. Inga underarter finns listade i Catalogue of Life.